# Xyloperthella picea
Xyloperthella picea är en skalbaggsart som först beskrevs av Olivier 1790.  Xyloperthella picea ingår i släktet Xyloperthella och familjen kapuschongbaggar. Inga underarter finns listade i Catalogue of Life.

## Bildgalleri

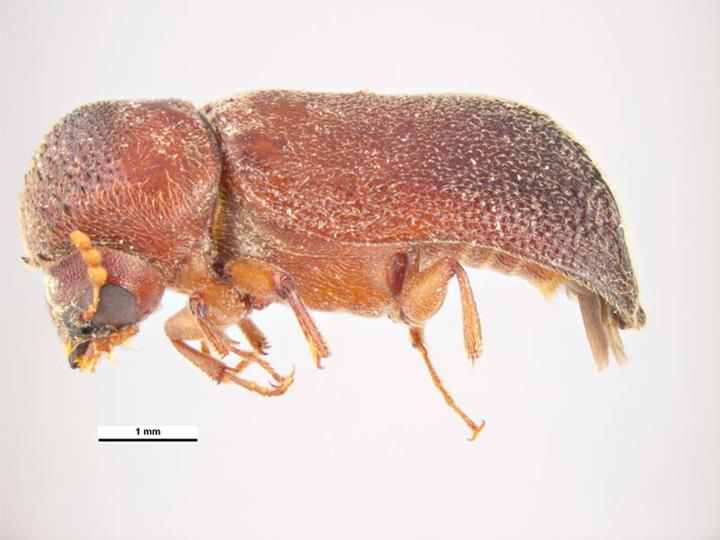